# 沃利齊亞-克列克什納
49°49′6″N 27°6′39″E / 49.81833°N 27.11083°E
沃利察-克雷凱希納（烏克蘭語：Волиця-Керекешина）是位於烏克蘭西部的村莊，由赫梅利尼茨基州裡赫梅利尼茨基區的舊康斯坦丁尼夫市鎮負責管轄。該村始建於1593年，面積1.39平方公里，海拔高度278米，2001年人口457，人口密度每平方公里329.7人。